# شهرستان گرین (جورجیا)
شهرستان گرین، جورجیا (به انگلیسی: Greene County, Georgia) یک سکونتگاه مسکونی در ایالات متحده آمریکا است که در جورجیا واقع شده‌است.